# تزلج فني على الجليد

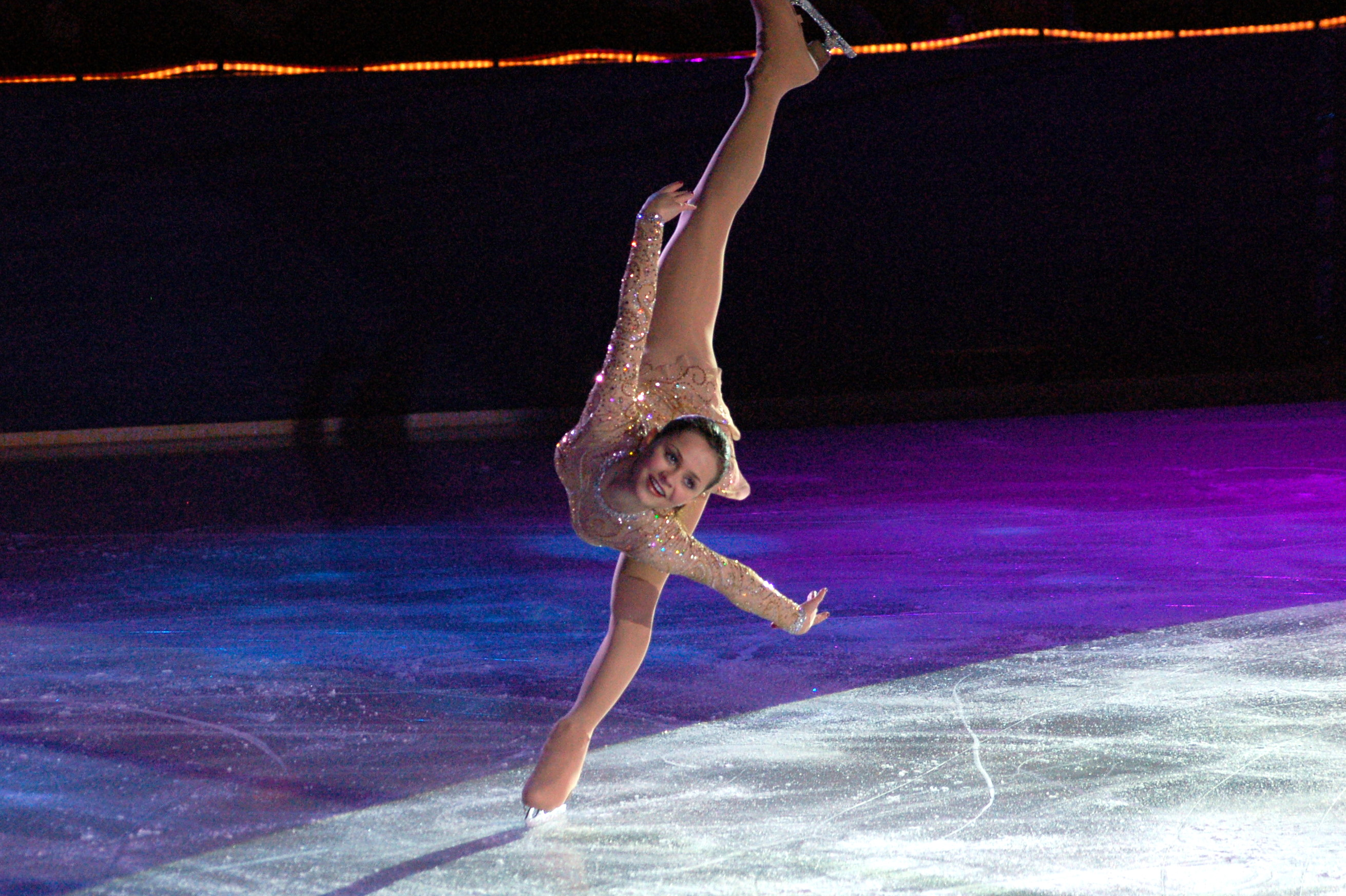
التزلج الفني الفردي على الجليد

التزلج الفني على الجليد نوع من أنواع الرياضة الشتوية وهي إحدى المسابقات الرئيسية في الألعاب الأولمبية الشتوية وفيها يؤدي المتسابقون حركات متناسقة أداءً فنِّيًّا فُرادى أو ثُناءَ أو بمجاميع. فتنظم مسابقات التزلج على جليد في ساحات مسقوفة على الأغلب ويكون أداءالحركات مصحوبا بمقطوعات موسيقية من اختيار المتسابقين في بعض الأحيان ومفروضة أحيانا أخرى تفرضها لجنة الإشراف والتحكيم. ويصل نصف قطر الزلاجة المقوسة المثبتة في حذاء الرياضي أو الرياضية إلى مترين.
بالإضافة إلى الألعاب الأولمبية الشتوية تُنظَّم سنويا بطولة العالم للتزلج الفني على الجليد وأقيمت سنة 2006 في مدينة كَلغري في كندا من 20 إلى 26 مارس 2006. ظهرت هذه الرياضة في منتصف القرن التاسع عشر ونظمت أول بطولة أوروبية للرجال فقط في عام 1891 وفي عام 1902 بدأت السيدات بالمشاركة في البطولات.

## أنواع التزلج الفني
توجد أنواع متعددة من التزلج الفني منها:
- التزلج الفني الفردي وفيه حركات إجبارية على المتسابق أو المتسابقة مع موسيقى باختيار الرياضي أو الرياضية.
- التزلج الفني الثنائي على الجليد وفيه يؤدي المتزلجَين بعض الحركات الأختيارية مع حركات إجبارية مثل رفع المتزلجِ شريكتَه فوق رأسه ودوران الأثنين حول محور متغير مع موسيقى باختيار الرياضيين.
- الرقص على الجليد ويكون دائما ثنائيا ويُركز فيه على مدى تناسق الحركات مع إيقاع الموسيقى ولا يحق للمتسابقين اختيار الموسيقى بنفسهم.

## تاريخ التزلج الفني
يذكر بعض المؤرخين أن تاريخ التزلج الفني يعود إلى ما قبل الميلاد معتمدين بذلك على الاكتشافات الأثرية التي هي عبارة عن زلاجات مصنوعة من العظام. ولكن يعتبر ظهور زلاجات معدنية في هولندا في القرن 13 هو بداية تاريخ هذه الرياضة. وصدرت أول قواعد مكتوبة لهذه الرياضة في العام 1772م في بريطانيا، مما يدل على انتشارها الواسع هناك حيث كانت قد أسست نواد لممارسي التزلج على الجليد مثل نادي «ايدنبرغ» الذي تأسس عام 1742م.
أولى المنافسات
في عام 1882م أقيمت في فيينا أولى المنافسات الأوروبية في التزلج الفني فاز بها رياضيو فيينا.
وساهم في تطور وانتشار هذه الرياضة في أوروبا عموماً وروسيا خصوصًا المتزلج الأميركي جيكسون غيتس الذي قدم عروضا شيقة في التزلج الفني في المدن والعواصم الاوربية ومن ضمنها مدينة بطرسبورغ الروسية نالت استحسان المشاهدين عموما ومحبي هذه الرياضة خاصة.
وفي عام 1890م وبمناسبة الذكرى الـ 25 لانشاء مزلج منتزه «يوسوبوف» أقيمت في بطرسبورغ مسابقات في التزلج الفني دعي اليها خيرة المتزلجين في العالم آنذاك. وعمليا كانت هذه المسابقات أول بطولة غير رسمية للعالم حيث شارك فيها 8 متسابقين تنافسوا خلال 3 أيام على بطولتها. وكان أفضلهم الروسي اليكسي ليبيديف.
وفي عام 1891م أقيمت في مدينة هامبورغ لأالمانية أول بطولة لأوروبا فاز بها الألماني أوسكار أوليغ.
وكان نجاح هذه المسابقات عاملاً مهماً للإسراع بتنظيم بطولة رسمية لأوروبا والعالم وتأسيس الاتحاد الدولي للتزحلق عام 1892 والذي أصبح مسؤولاً عن تنظيم البطولات ووضع قواعدها.
أول بطولة للعالم
أقام الاتحاد الدولي للتزحلق أول بطولة للعالم عام 1896م في مدينة بطرسبورغ الروسية شارك فيها 4 رياضيين فقط وهم غلبرت فوكس من ألمانيا، وهانس هوغيل من النمسا، والروسيان جورجي ساندريس ونيقولاي بودوسكوف. فاز في هذه البطولة الألماني فوكس.
وكانت جميع هذه المنافسات تجري بين الرجال فقط. ولكن، نظراً لمطالبة الجمهور بالسماح للنساء بالمشاركة في هذه المسابقات، سمح الاتحاد الدولي عام 1901م للبريطانية ميدج سايرس بالمشاركة إلى جانب الرجال في إحدى المنافسات حيث قدمت عرضاً شيقا للتزحلق الفني لرشاقتها وجمال حركاتها.
بعد ذلك أقيمت أول بطولة رسمية للتزحلق الفني الفردي بين النساء عام 1906م في مدينة دافوس السويسرية.
أما التزلج الفني الزوجي فقد ظهر نتيجة الانتشار الواسع التزلج الفردي. وأقيمت أولى المنافسات في عام 1908م في مدينة بطرسبورغ الروسية فاز ببطولتها الثنائي الألماني انا هيوبلير وهنري بورغير، كما فاز هذا الثنائي ببطولة الألعاب الأولمبية التي أقيمت عام 1908م.
وبعد الحرب العالمية الأولى أصبحت المدرسة النمساوية هي السائدة حيث فاز رياضيوها بأغلب البطولات والمنافسات في رياضة التزلج الفني.